# Mickey Edwards

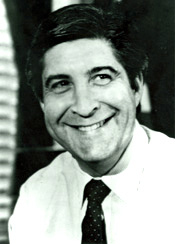
Mickey Edwards

Marvin Henry „Mickey“ Edwards (* 12. Juli 1937 in Cleveland, Ohio) ist ein US-amerikanischer Politiker. Zwischen 1977 und 1993 vertrat er den fünften Wahlbezirk des Bundesstaates Oklahoma im US-Repräsentantenhaus.

## Werdegang
Mickey Edwards besuchte die öffentlichen Schulen seiner Heimat und studierte bis 1958 an der University of Oklahoma. Danach war er im Zeitungsgeschäft sowohl als Reporter als auch als Verleger tätig. Nach einem Jurastudium an der Oklahoma City University Law School und seiner 1970 erfolgten Zulassung als Rechtsanwalt begann er in Oklahoma City in seinem neuen Beruf zu arbeiten.
Politisch wurde Edwards Mitglied der Republikanischen Partei. In den Jahren 1973 und 1974 war er juristischer Berater des Republican Steering Committee in Washington. 1976 wurde er in das US-Repräsentantenhaus gewählt. Dort löste er am 3. Januar 1977 John Jarman ab, dem er bei den Wahlen im Jahr 1974 noch unterlegen war. Nachdem er bei den folgenden sieben Kongresswahlen jeweils in seinem Mandat bestätigt wurde, konnte Edwards bis zum 3. Januar 1993 insgesamt acht Legislaturperioden im Kongress absolvieren. Er war zeitweise Mitglied des Haushaltsausschusses und nahm innerhalb der republikanischen Fraktion eine führende Position ein. 1992 wurde er von seiner Partei nicht mehr nominiert, was auch mit seiner Verwicklung in einen Bankenskandal zu tun hatte.
Nach seiner Zeit im Kongress hielt Mickey Edwards Vorträge über Politik an der Harvard University. Danach war er auch an der Princeton University tätig. Außerdem war er politischer Kommentator in Rundfunk, Fernsehen und Zeitungen. Zudem veröffentlichte er einige Bücher und Artikel über politische Themen. Im Laufe der Zeit wurde er gegenüber seiner Partei zurückhaltender. Er kritisierte die Republikaner für deren bedingungslose Unterstützung der Regierung von Präsident George W. Bush und sagte in einem Rundfunkinterview im November 2008, er habe bei den Präsidentschaftswahlen für den Demokraten Barack Obama gestimmt. 2013 wurde er zum Mitglied der American Academy of Arts and Sciences gewählt.
Mickey Edwards ist mit Elizabeth A. Sherman, einer Professorin für Politik an der American University, verheiratet. Das Paar hat drei Kinder und vier Enkel.